# Just Cause 4
Just Cause 4 è un videogioco action-adventure sviluppato da Avalanche Studios e pubblicato da Square Enix. È il quarto gioco della serie Just Cause e il sequel del 2015 Just Cause 3, la pubblicazione è avvenuta per Microsoft Windows, PlayStation 4 e Xbox One il 4 dicembre 2018. 

## Trama
Dopo gli eventi di Just Cause 3, Rico Rodríguez viene avvicinato da Mira Morales che lo convince a venire a Solís, sua isola natale, per scoprire la verità sul Progetto Illapa, un progetto volto a creare nuclei meteorologici in grado di controllare il tempo e generare tempeste, quella che il padre di Rico, Miguel Rodríguez, ha contribuito a creare. Il progetto è gestito dal leader in carica di Solís, Oscar Espinosa, che mantiene uno stretto controllo sulla popolazione.
Dopo un tentativo fallito di deporre Espinosa, e un incontro con il suo esercito privato, la Mano Nera, che è guidato da Gabriela Morales, Rico forma un suo esercito con Mira, chiamato "Armata del Caos", volto a prendere il progetto Illapa e a porre fine al regime di Espinosa. Lungo la strada, incontra Luis "Sargento", un entusiasta comandante dell'Esercito del Caos; Izzy, un hacker; Garland King, un regista ossessionato dalle riprese di acrobazie a Solís; e Javi Huerta, un archeologo che desidera scoprire la storia dietro Solís e l'eredità di Espinosa. Mentre Rico si propone di distruggere i quattro prototipi di carote meteorologiche testate a Solís, incontra anche Lanza Morales, zio di Mira e uno scienziato che ha lavorato al Progetto Illapa; César Pedrone, un ex pilota diventato teorico della cospirazione; e Tom Sheldon, il vecchio conduttore di Rico all'Agenzia.
Viene rivelato che anni fa, Miguel, insieme a Lanza e al padre di Espinosa, Leon, hanno lavorato al progetto con l'obiettivo di controllare il tempo per il bene della gente. Tuttavia, Espinosa, convinto che suo padre stesse sprecando i soldi della sua famiglia per il progetto, subentrò dopo la morte improvvisa del padre e intendeva utilizzare come arma la tecnologia e la ricerca di Illapa per venderle al miglior offerente. Miguel, disgustato dall'idea, lasciò il progetto, ma Espinosa usò il suo controllo su Sebastiano Di Ravello in Medici e le connessioni con l'Agenzia per ucciderlo, prima di procedere alla prigionia di Lanza per costringerlo a continuare a lavorare al progetto.
Dopo che Rico è riuscito a distruggere i quattro nuclei meteorologici e l'esercito prende il controllo della base principale di Espinosa, questi rivela di aver già creato un nucleo meteorologico perfezionato che combina tutte e quattro le abilità dei nuclei meteorologici e intende venderlo all'Agenzia per trilioni di dollari. Mentre Espinosa parte con un jet e il nucleo meteorologico è pronto a colpire sia l'esercito che la Mano Nera nella sua base principale, Rico, insieme a Gabriela, che si rivolta contro Espinosa dopo aver capito che sta sacrificando il suo esercito per il suo guadagno, guadagna controllo del nucleo e lo spinge nel jet di Espinosa, uccidendolo e ponendo fine al suo regime.
Mentre l'Esercito del Caos celebra la vittoria, Rico rivela che lui e suo padre erano solo "pedine in un gioco più grande" e che tutto "torna sempre all'Agenzia". Con questo ragionamento, Rico suggerisce di attaccare l'Agenzia in seguito, e sia Sheldon che Mira accettano di unirsi a lui nel suo attacco. 

## Modalità di gioco
Just Cause 4 è un gioco in terza persona (narrativa) ambientato nell'isola immaginaria di Solìs, un vasto mondo di gioco open world come i precedenti titoli della serie, con protagonista Rico Rodriguez e l'Armata del Caos (la resistenza locale), che combattono incessantemente contro la Mano Nera (Black Hand), nella speranza di liberare l'isola.
Novità di questo titolo sono i tornado e le grandi esplosioni, entrambe rese spettacolari dal motore grafico APEX.   